# Queens Park Rangers F.C.
Câu lạc bộ bóng đá Queens Park Rangers thường được gọi tắt là QPR là một câu lạc bộ bóng đá chuyên nghiệp Anh đặt trụ sở tại thủ đô Luân Đôn nước Anh. Sân nhà của câu lạc bộ là Loftus Road với sức chứa 18,360 khán giả. Biệt danh của câu lạc bộ là The Hoops (những vành đai sắt). Các đối thủ của QPR là 2 câu lạc bộ Brentford và Fulham.

## Lịch sử
Câu lạc bộ được thành lập vào năm 1886, khi nhập 2 đội bóng St Jude's (thành lập 1884) và Christchurch Rangers (thành lập 1882) vào với nhau. Đội bóng có tên Queens Park Rangers vì phần lớn các cầu thủ đến từ vùng Queen's Park ở Đông Bắc Luân Đôn.

## Lịch sử tên sân vận động
- Welford's Fields (1886–1888)
- London Scottish F.C.'s Ground (1888–1889)
- Brondesbury (1888–1889)
- Home Farm (1888–1889)
- Kensal Green (1888–1889)
- Gun Club (1888–1889)
- Wormwood Scrubs (1888–1889)
- Kilburn Cricket Ground(1888–1889)
- Kensal Rise Athletic Ground (1899–1901)
- Latimer Road/St Quintin Avenue (1901–1902)
- Kensal Rise Athletic Ground (1902–1904)
- Royal Agricultural Society showgrounds (1904–1907)
- Park Royal Ground (1907–1917)
- Loftus Road (1917–1931)
- White City Stadium (1931–1933)
- Loftus Road (1933–1962)
- White City Stadium (1962–1963)
- Loftus Road (1963–nay)

## Đội hình

### Đội 1
Tính đến 11 tháng 7 năm 2023
Ghi chú: Quốc kỳ chỉ đội tuyển quốc gia được xác định rõ trong điều lệ tư cách FIFA. Các cầu thủ có thể giữ hơn một quốc tịch ngoài FIFA.
| Số | VT | Quốc gia         | Cầu thủ             |
| -- | -- | ---------------- | ------------------- |
| 2  | HV | Sierra Leone     | Osman Kakay         |
| 3  | HV | Cộng hòa Ireland | Jimmy Dunne         |
| 5  | HV | Anh              | Jake Clarke-Salter  |
| 7  | TĐ | Anh              | Chris Willock       |
| 9  | TĐ | Scotland         | Lyndon Dykes        |
| 10 | TV | Maroc            | Ilias Chair         |
| 13 | TM | Scotland         | Jordan Archer       |
| 15 | TV | Anh              | Sam Field           |
| 17 | TV | Anh              | Andre Dozzell       |
| 19 | TV | Anh              | Elijah Dixon-Bonner |
| 20 | TV | Anh              | Taylor Richards     |

| Số | VT | Quốc gia             | Cầu thủ              |
| -- | -- | -------------------- | -------------------- |
| 22 | HV | Suriname             | Kenneth Paal         |
| 28 | HV | Anh                  | Joe Gubbins          |
| 29 | HV | Anh                  | Aaron Drewe          |
| 30 | TĐ | Cộng hòa Ireland     | Sinclair Armstrong   |
| 32 | TM | Anh                  | Joe Walsh            |
| 37 | TV | Ghana                | Albert Adomah        |
| —  | HV | Pháp                 | Ziyad Larkeche       |
| —  | TV | Guyana               | Stephen Duke-McKenna |
| —  | TĐ | Hoa Kỳ               | Charlie Kelman       |
| —  | TĐ | Bắc Ireland          | Paul Smyth           |
| —  | TM | Bosna và Hercegovina | Asmir Begovic        |

### Cầu thủ cho mượn
Ghi chú: Quốc kỳ chỉ đội tuyển quốc gia được xác định rõ trong điều lệ tư cách FIFA. Các cầu thủ có thể giữ hơn một quốc tịch ngoài FIFA.
| Số | VT | Quốc gia | Cầu thủ                                            |
| -- | -- | -------- | -------------------------------------------------- |
| 38 | TM | Anh      | Murphy Mahoney (at Swindon Town until 31 May 2024) |

### Số áo để tưởng nhớ
Ghi chú: Quốc kỳ chỉ đội tuyển quốc gia được xác định rõ trong điều lệ tư cách FIFA. Các cầu thủ có thể giữ hơn một quốc tịch ngoài FIFA.
| Số | VT | Quốc gia | Cầu thủ   |
| -- | -- | -------- | --------- |
| 31 | TĐ | Anh      | Ray Jones |

## Danh hiệu
- Ngoại hạng Anh
  - Á quân: 1976
- Hạng nhất
  - Vô địch: 1983, 2011
  - Á quân: 1968, 1973
- Hạng nhì
  - Vô địch: 1948, 1967
  - Á quân: 1947, 2004
- Cúp FA
  - Á quân: 1982
- Cúp Liên đoàn (Carling Cup)
  - Vô địch: 1967
  - Á quân: 1986
- Siêu cúp Anh
  - Á quân: 1908, 1912